# 亚瑟王的暗黑时代

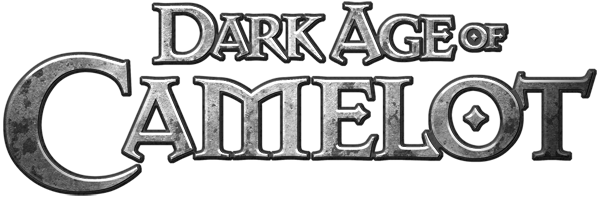
雅瑟王的黑暗時代是一款MMORPG遊戲

亚瑟王的暗黑时代（英語：Dark Age of Camelot，直译为卡米洛特黑暗时代，或称亚瑟王的黑暗时代，简称DAoC）是三维中世纪奇幻大型多人在线角色扮演游戏（MMORPG），故事在亚瑟王统治结束后的三个王国的战争中展开：大不列颠的Albion、斯堪的纳维亚的Midgard和爱尔兰的Hibernia。游戏由神话娱乐公司（Mythic Entertainment）开发，发布于2001年10月10日。
对于多数玩家，该游戏最有趣的地方在于王国对王国的战斗（RvR）。在普通服务器上，玩家不能伤害同一个王国的成员。他们可以旅行到特定的称为边境的区域，在那里和其他王国的玩家战斗。暗黑时代的多数玩家集中在RvR上，主要因为PvE（玩家对环境）可能很不刺激，或者对于很多职业难度过大（但是，有一些职业在PvE上极为优秀，譬如亡灵巫师）。有三个角色扮演服务器，它们和普通服务器差不多，除了你必须遵守角色扮演的准则这一点，还有一个玩家对玩家服务器，其中每个人可以随时自由攻击其他人，另外还有合作服务器，其中没有玩家对抗。每个服务器最多可容纳3500玩家同时在线。
最近，Mythic Entertainment引入了“服务器聚合”——多个服务器在一些特定的地点（边境，都市）变成了同一地点，而玩家可以在那里和其他玩家沟通并行进到其他的服务器上。而且，他们发布了一个新的服务器类型。这些服务器，称为经典服务器，和标准服务器类似，除了没有亚特兰第斯的试炼扩展版的内容并且所有的属性增强法术（buffs）只能用于和你同组的玩家，并且要在一定距离内。这个新服务器类型是在很多玩家反馈ToA扩展和辅助法术的问题后发布的。到2005年9月21日，共有22个服务器，6个不在服务器簇中，而其他都分布于4个簇中。

## 职业
该游戏中的职业有:
英语版:
Albion: Armsman武士, Cabalist犹太密教法师, Cleric牧师, Friar修道士, Wizard法师, Infiltrator渗入者, Reaver掠夺者, Mercenary佣兵, Necromancer亡灵巫师, Paladin游侠, Scout侦察兵, Heretic异教徒, Sorcerer巫師, Theurgist妖法师, Minstrel吟游诗人.
Midgard: Berserker狂战士, Warrior战士, Healer医师, Thane领主, Runemaster卢尼法师, Savage生番, Bonedancer骨舞者, Shaman巫医, Skald吟唱詩人, Spiritmaster精神法师, Warlock魔术师, Valkyrie女战士, Hunter猎人, Shadowblade影武者.
Hibernia: Animist操控法师, Bainshee女法师, Bard乐师, Blademaster剑客, Champion骑士, Druid德鲁依, Eldritch恶法师, Enchanter术士, Hero英雄, Mentalist意识法师, Nightshade夜影, Ranger浪人, Valewalker谷行者, Vampiir吸血鬼, Warden守护者.
德语版:
Albion: Waffenmeister, Kabbalist, Kleriker, Ordensbruder, Ketzer, Infiltrator, Söldner, Minnensänger, Nekromant, Paladin, Hexer, Kundschafter, Sorcerer, Theurg, Zauberer.
Midgard: Berserker, Knochentänzer, Heiler, Jäger, Runemeister, Savage, Schattenklinge, Schamane, Skalde, Spiritmaster, Donnerkrieger, Valkyr, Hexenmeister, Krieger.
Hibernia: Animist, Banshee, Barde, Schwertmeister, Champion, Druide, Eldritch, Beschwörer , Hero, Mentalist, Nachtschatten, Waldläufer, Valewalker, Vampyr, Warden.

## 种族
该游戏中的种族包括:
Albion: Avalonier, Britone, Halb-Oger , Highlander, Inconnu, Sarazene.
Midgard: Zwerg, Frostalf, Kobold, Nordmann, Troll, Valkyn.
Hibernia: Kelte, Elf, Firbolg, Lurikeen, Shar, Sylvaner.

## 扩展版
Mythic发布了DAoC的6个扩展版（4个零售，2个免费）：
- Shrouded Isles雾岛 （2002年11月12日） - 加入6类新职业（亡灵巫师，掠夺者；生番，骨舞者；谷行者，操控师），3个种族（Valkyn， Inconnu， Sylvan）和每个王国一块全新的领地，大小和旧世界类似（在旧地图之外增加），它们也包含史诗地牢。
- 基建 （2003年6月18日） - 加入玩家住宅（免费扩展）
- 亚特兰第斯的试炼 （2003年10月28日）- 增加了三个新种族（Half-Ogre, Frostalf, Shar）和高级别内容以及区域（对于所有王国一样），也包含游戏所有地区的新区域图形界面（包括树的新绘制）。亚特兰第斯的试炼扩展版至今很有争议，很多玩家拒绝使用它因为难度、组织、和时间要求在亚特兰第斯的史诗战役中都过高。而且，扩展版的特色威力物品，称为神器，对于玩家来讲很难获得并被很多人认为过于强大。神器需要通过隐藏事件获得，并且只能通过找到从聚集的怪物上取得的特定的三个卷轴来激活后方可使用。而且，神器必须获得经验才能达到它的完全的潜力。一旦这些全部完成，神器就成了整个游戏中最强大的物品之一。
- 新边境 （2004年6月22日） - 游戏王国对王国战事的重构（免费扩展，必要扩展）
- 地下墓穴（2004年12月7日）- 加入五个新职业（异教徒；吸灵者，女法师; 魔法师，瓦尔基里)，新地牢，新区域，新任务，强调更快和更容易的升级。也包括新玩家模型图形界面和所有地牢的新图形界面（黑暗地牢除外）
- 黑暗降临 （2005年10月11日） - 引入冠军武器（很像史诗装备），玩家坐骑（马），冠军级别和副职业（每个职业的小技能），新地牢和新冠军任务使用的新区域，以及游戏世界模型的新图形界面（例如粮仓，草垛和城堡，这包括黑暗地牢和都市），这个界面跟Mythic的初始城市的新图形界面的设计思想一致。黑暗降临也是第一个亚瑟王暗黑世纪的可下载扩展版。

2005年7月，Mythic开设了三个新服务器Lamorak， Gareth，和Ector，他们不包含亚特兰第斯的试炼，并限制使用辅助魔法机器人。这些新服务器主要供拒绝使用亚特兰第斯的特殊装备和能力以及它们在RvR战斗中可能的应用的玩家使用。
Mythic引入了一块新的岛屿，称为Agramon，它用作连接三个王国的边境的中央岛屿。和边境区域的其它地方不同，那里没有城堡，任何王国的任何玩家都可以开门。

## 故事梗概
每个王国都有一个唯一的但并行的故事梗概，它可以通过零售扩展版扩充。欧洲发行商偶尔会给出王国及其居民的详细故事。
在初始的王国领地，王国中的小城市需要被保护不受怪物侵害，就像其他很多角色扮演游戏一样。特别的有，Albion受到Moragnna不死族的威胁而Hibernia被Unseelie朝廷和Siabra所分裂。
雾岛——每个王国被召唤去帮助一个小一些的盟友王国对抗一个大敌。在Albion，Drakoran包围了Lile女士的Avalonian。Hibernia去帮助Hybrasil，那里Sylvans面临Fomorian所带来的灭顶之灾。Midgards在Aegir的祖先家园经历着巨人祖先被Morvalt猎杀。
亚特兰第斯的试炼——亚特兰第斯的遗址被发现了，同时还有通向古代亚特兰第斯人接受试炼的世界的传送门。亚特兰第斯是如何毁灭的？它留下了什么样的力量？试炼地保持了被时间通道和亚特兰第斯的居民的离去所扭曲的形式。远古的神器等待着被发现并让它们的力量和秘密被渊博的学者所揭示。希腊和埃及神话中的为人熟知的形象在新的土地上出现，并等待人们来发现。
地下墓穴——一个复仇女神控制了Darkspire中的力量，获得了对一个地下王国的种族的多数居民的控制。Arawn，前面作为Avalonians的盟友和Inconnu的守护神出现过，现在他的王国被叛变的亡灵和被操控的Inconnu所推翻。Shar仅能控制他们在他们异域世界城堡的城门。而Kobolds在绝望中被迫向外人公开了地下城市的秘密，以求生存。
黑暗降临——王国的国王归来了，以对抗升级的叛变。进一步的调查表明黑暗势力在叛变背后的阴谋。要成为王国的冠军骑士，玩家必须打败骚乱背后的恶魔，并将和平带给大地。